# Anderstorp
För andra betydelser, se Anderstorp (olika betydelser).
Anderstorp är en tätort i Anderstorps distrikt (Anderstorps socken) i Gislaveds kommun i Jönköpings län, belägen omkring 5 kilometer sydost om Gislaved. Genom orten flyter Anderstorpaån, ett biflöde till Nissan. 
Orten ligger i Gnosjöregionen och har en mångsidig småindustri. 
Här finns en tävlingsbana för bilar och motorcyklar: Scandinavian Raceway. Formel 1 kördes här 1973–1978. I anslutning till tävlingsbanan ligger Motorsportgymnasiet som utbildar racingmekaniker. Det finns också omfattande föreningsliv med bland annat innebandy, tennis, handboll, fotboll och styrkelyft med fotbollsklubben Anderstorps IF, handbollsklubben ASK (Anderstorps sportklubb), tennisklubben ATK (Anderstorps tennisklubb), WIBK (Westbo IBK), AKTB (Anderstorp Kick & Thaiboxningsklubb) och Westbo Atletklubb. I Anderstorp finns även en simhall där Anderstorps Simsällskap tränar.

## Historik

### Administrativa tillhörigheter
Anderstorp var (och är) kyrkby i Anderstorps socken och var centralort i Anderstorps landskommun. Den 4 juni 1943 inrättades Anderstorps municipalsamhälle för orten. 1953 bildades Anderstorps köping av landskommunen och municipalsamhället och orten omfattade därefter bara en mindre del av köpingens yta. År 1971 ombildades köpingen till Anderstorps kommun som 1974 uppgick i Gislaveds kommun, vari orten nu ligger.
Anderstorp hör och har hört till Anderstorps församling.
Orten ingick före 1948 i Västbo tingslag, därefter till 1971 i Östbo och Västbo tingslag. Från 1971 till 2005 ingick orten i Värnamo domsaga och ingår sedan 2005 i Jönköpings domsaga.

### Kommunikationer
1901 öppnades järnvägen Gislaved–Anderstorp–Reftele som sedan fick förlängning till Hestra via Gislaved 1925. Järnvägen lades ner för persontrafik 1 september 1962 och sedan godstrafiken åren 1990 och 1991. Banvallarna är numera cykel- och gångbanor. Stationen i Anderstorp är nu en busstation och härifrån kan man åka från och till Värnamo, Gislaved, Tranemo, Gnosjö m.m. Busstrafiken trafikeras av Jönköpings länstrafik och Västtrafik.

### Befolkningsutveckling
| Befolkningsutvecklingen i Anderstorp 1960–2020 | Befolkningsutvecklingen i Anderstorp 1960–2020 | Befolkningsutvecklingen i Anderstorp 1960–2020 | Befolkningsutvecklingen i Anderstorp 1960–2020 | Befolkningsutvecklingen i Anderstorp 1960–2020 |
| ---------------------------------------------- | ---------------------------------------------- | ---------------------------------------------- | ---------------------------------------------- | ---------------------------------------------- |
|                                                |                                                |                                                |                                                |                                                |
| År                                             |                                                |                                                | Folkmängd                                      | Areal (ha)                                     |
| 1960                                           | 1960                                           |                                                | 2 426                                          |                                                |
| 1965                                           | 1965                                           |                                                | 3 095                                          |                                                |
| 1970                                           | 1970                                           |                                                | 4 099                                          |                                                |
| 1975                                           | 1975                                           |                                                | 4 386                                          |                                                |
| 1980                                           | 1980                                           |                                                | 4 594                                          |                                                |
| 1990                                           | 1990                                           |                                                | 4 955                                          | 543                                            |
| 1995                                           | 1995                                           |                                                | 5 003                                          | 555                                            |
| 2000                                           | 2000                                           |                                                | 5 116                                          | 561                                            |
| 2005                                           | 2005                                           |                                                | 4 987                                          | 561                                            |
| 2010                                           | 2010                                           |                                                | 4 965                                          | 561                                            |
| 2015                                           | 2015                                           |                                                | 5 076                                          | 620                                            |
| 2018                                           | 2018                                           |                                                | 5 119                                          | 620                                            |
| 2020                                           | 2020                                           |                                                | 5 202                                          | 633                                            |
| Anm.: Sammanvuxen med Tokarp 1970              |                                                |                                                |                                                |                                                |